# 簡萬里
簡萬里（1957年10月26日—），加拿大政治人物及城市議題倡議者。他從1989年至1998年間擔任緬尼托巴省溫尼伯市議員，再於1998年至2004年間擔任溫尼伯市長，是北美首位公開承認同性戀身份的主要城市市長。他後來遷居安大略省多倫多，於2010年代表安大略自由黨當選多倫多中選區省議員，其後出任安省研究及革新事務廳長，2011年至2012年間擔任培訓﹑專上教育及大學廳長，2013年至2014年間擔任運輸廳長和基礎建設廳長，2014年起擔任環境及氣候變化廳長。他又於2012年末宣佈參選安省自由黨黨魁，但其後棄選，2017年宣布辭去省議員和內閣廳長職務。

## 生平

### 市政生涯
簡萬里於1957年在魁北克省蒙特婁出生，曾於協和大學的社區及公共事務學院就讀四年，期間主修市區研究並擔任該校的學生會主席，但沒有完成學位。他於1985年遷居緬尼托巴省溫尼伯，再於1989年代表「帶領溫尼伯邁進90年代」政團（Winnipeg into the '90s）參與溫尼伯市議員選舉，贏得紅河堡選區（Fort Rouge）市議員席位，其後並兩度順利連任。他曾遊說省議會為市政府設立稅務優惠以保留歷史建築，並獲省議會內各黨派支持。
他於1998年辭去市議員職位，並參與角逐市長一職。在同年10月28日舉行的市選中，他以50.5%的得票率當選市長，成為加拿大首位公開承認同性戀身份的市長。他當選後接受加拿大廣播公司訪問時表示，他的性取向並未為自己的政治生涯帶來阻滯。他再於2002年順利連任市長。
簡萬里出任市長期間見證了溫尼伯主辦1999年泛美運動會以及C5高峰會。後者是一項以城市發展為題的峰會，出席的包括加拿大五個主要城市的市長。峰會後簡萬里提出一系列稱為「新政」（New Deal）的建議，讓加拿大各市政府擴濶收入來源以支持城市發展，特別是向省政府和聯邦政府爭取更多撥款。然而，他的「新政」多年來卻未能得以實踐。

### 參選國會
2004年初，坊間傳出簡萬里會參與當年的聯邦大選。初期他對此予以否認，但他於同年5月7日宣佈代表聯邦自由黨角逐查爾斯伍德—聖詹姆斯選區（Charleswood—St. James）國會下議院議席，並於同月11日辭去溫尼伯市長一職。
在2004年6月28日舉行的聯邦大選中，簡萬里敗於聯邦保守黨候選人弗萊徹（Steven Fletcher），無緣晉身國會。

### 移居安省
在聯邦大選失利後，簡萬里於2004年遷居安大略省多倫多，並加盟多倫多大學的馬西學院（Massey College）成為客席研究員，再於2007年成為加拿大城市研究院（Canadian Urban Institute）的主席及首席執行官。
簡萬里於2005年3月獲總理馬田委任為全國環境及經濟圓桌會議（National Round Table on the Environment and the Economy）主席。會議於2006年發表報告，指出加拿大可應用現有科技來減少溫室氣體排放。在簡萬里的領導下，圓桌會議準備了一系列研究報告，向時任總理哈珀提出在2050年或之前將加拿大的溫室氣體排放量減少70%的策略。

### 晉身省政
2009年秋季，坊間傳出簡萬里有意在翌年市選中角逐多倫多市長一職。然而，多倫多中選區省議員史振民宣佈參選市長並辭去其省議會議席後，簡萬里於同年12月宣佈改為尋求安大略省自由黨提名，角逐由史振民騰出的多倫多中選區省議員席位。在2010年1月6日的自由黨提名會議上，簡萬里正式獲得自由黨候選人資格。他的首要議題包括建設可持續發展的社區、提供優質醫療服務、確保可負擔房屋的數量得以應付需求、提出嶄新方案以應對氣候變化、倡護人權、以及減輕納稅人的負擔。
在2010年2月4日舉行的多倫多中選區省議員補選中，簡萬里以47%的得票率獲勝，為執政自由黨保著該議席，同年8月18日獲省長麥堅迪委任為安省研究及革新事務廳長。他再於2011年省選中順利連任多倫多中選區省議員，並於同年10月調任安省培訓﹑專上教育及大學廳長。
麥堅迪在2012年10月15日宣佈辭去安大略自由黨黨魁以及安大略省長職務，並表示已要求自由黨盡快舉行黨魁選舉；他在新黨魁產生前留任該兩職位。同年11月3日，簡萬里致電麥堅迪辭去其内閣職位，再於翌日正式宣佈競選黨魁。2013年1月10日，他宣佈退選並改為支持前教育廳長韋恩角逐黨魁。韋恩於同月26日舉行的黨魁選舉中經過三輪投票後當選黨魁，並於同年2月11日正式宣誓就任省長；簡萬里於同日獲任為運輸廳長和基礎建設廳長。
簡萬里在2014年6月省選中順利連任省議員，並於同月獲省長韋恩調任環境及氣候變化廳長；他於同月26日宣佈不會在來屆省選尋求連任。他後於2017年7月31日宣布辭任環境廳長（即時生效）和省議員（同年9月1日生效），由巴拉德（Chris Ballard）接任環境廳長。省長韋恩表示由於來屆省選定於2018年6月7日舉行，遂決定不為因簡萬里辭職而懸空的省議員議席舉行補選，以免浪費公帑。簡萬里其後到位於卡加利的環境智囊團彭比納研究所（Pembina Institute）出任執行董事，到2018年9月為止。

### 近期發展
2020年4月29日，簡萬里宣布競逐加拿大綠黨黨魁職務，同年5月11日獲該黨確認黨魁候選人資格。他在第六輪投票中排名第四而告出局。
他於2022年6月22日宣布再度角逐溫尼伯市長職務；同年10月市長選舉中他以25.3%得票率排名第二，不敵吉林漢姆（Scott Gillingham）。

## 外部連結
- Glen Murray's official MPP Site－安大略省省議員簡萬里官方網站
- 安大略省自由黨官方網站 簡萬里簡介